# ديفيد أندرسون (سياسي بريطاني، مواليد 1954)
ديفيد أندرسون (بالإنجليزية: David Anderson)‏ هو سياسي بريطاني، ولد في 6 فبراير 1954 في جزيرة مان في المملكة المتحدة. انتخب وزير Department of Education, Sport and Culture ‏ (2004 – 2006).